# 彼を繞る五人の女
『彼を繞る五人の女』（かれをめぐるごにんのおんな）は、1927年に公開された阿部豊監督の日本のサイレント映画。

## スタッフ
以下のスタッフ名は特に記載がない限りKINENOTEに従った。
- 監督 - 阿部豊
- 脚色 - 田中栄三
- 原作 - 田中栄三
- 撮影 - 碧川道夫
- 美術 - 荻島康二、吉川清作、亀原嘉明[2]

## キャスト
- 岡田時彦 - 小山文雄[2]
- 岡田嘉子 - 山村雪枝（女優）[2]
- 徳川良子 - 小林奈美子（下町娘）[2]
- 梅村蓉子 - 河村綾子（妖婦）[2]
- 夏川静江 - 松浦澪子（令嬢）[2]
- 原光代 - 千代龍（芸妓）[2]
- 竹内良一 - 原俊夫（友人）[2]

## 受賞歴
- 1927年度 第4回キネマ旬報
  - 日本映画ベスト・テン2位　『彼を繞る五人の女』（阿部豊監督）[3]